# Les dimanches de Ville d'Avray
Les dimanches de Ville d'Avray (br: Sempre aos domingos) é um filme francês de 1962, do gênero drama, baseado em livro homônimo de Bernard Eschassériaux e dirigido por Serge Bourguignon.

## Sinopse
O filme trata do drama do piloto Pierre, vítima de amnésia após bombardear vilarejo e atingir uma criança na Guerra da Indochina. Retorna a França e lhe chama a atenção uma menina de nome Françoise, abandonada pelo pai num colégio religioso. Quando passam se encontrar, sempre aos domingos, causam inquietação a pessoas próximas.

## Elenco
- Hardy Krüger .... Pierre
- Nicole Courcel .... Madeleine
- Patricia Gozzi .... Françoise/Cybèle
- Daniel Ivernel .... Carlos
- André Oumansky .... Bernard
- Anne-Marie Coffinet .... Françoise 2ª

## Premiações
Oscar (EUA)
- Venceu por melhor filme estrangeiro de 1962.
- Indicado às categorias de melhor música e melhor roteiro adaptado de 1963.

Globo de Ouro (1962)
- Indicado à categoria melhor filme estrangeiro.